# Эссер, Росвита
Росвита Эссер (нем. Roswitha Esser;  18 января 1941, Бад-Годесберг) — немецкая гребчиха-байдарочница, выступала за сборную ФРГ в середине 1960-х — начале 1970-х годов. Чемпионка двух летних Олимпийских игр, двукратная чемпионка мира, чемпионка Европы, победительница многих регат национального и международного значения.

## Биография
Росвита Эссер родилась 18 января 1941 года в городе Бад-Годесберг (ныне район города Бонн). Увлёкшись греблей на байдарках и каноэ, проходила подготовку в Нойсе в местном спортивном клубе «Хольцхаймер».
Первого серьёзного успеха на взрослом международном уровне добилась в сезоне 1963 года, когда попала в основной состав западногерманской национальной сборной и побывала на чемпионате мира в югославском Яйце (здесь также разыгрывалось европейское первенство), откуда привезла награды золотого и серебряного достоинства, выигранные на дистанции 500 метров в зачёте двухместных и четырёхместных байдарок соответственно. Благодаря череде удачных выступлений удостоилась права защищать честь страны на летних Олимпийских играх 1964 года в Токио, где представляла так называемую Объединённую германскую команду, собранную из спортсменов ФРГ и ГДР. В двойках на пятистах метрах вместе с напарницей Аннемари Циммерман обогнала всех своих соперниц и завоевала тем самым золотую олимпийскую медаль.
В 1965 году Эссер выступила на чемпионате Европы в Бухаресте, где стала бронзовой призёркой одновременно в двойках и четвёрках на пятистах метрах. Год спустя на чемпионате мира в Восточном Берлине получила серебро среди одиночек и среди четвёрок. Ещё через год на домашнем европейском первенстве в Дуйсбурге удостоилась бронзовой награды в состязаниях двухместных байдарок и серебряной награды в состязаниях четырёхместных байдарок. Будучи в числе лидеров гребной команды ФРГ, благополучно прошла квалификацию на Олимпийские игры 1968 года в Мехико — совместно с той же Аннемари Циммерман вновь оказалась лучшей в женской полукилометровой дисциплине байдарок-двоек и добавила в послужной список ещё одно олимпийское золото.
После двух победных Олимпиад Росвита Эссер осталась в основном составе западногерманской национальной сборной и продолжила принимать участие в крупнейших международных регатах. Так, в 1969 году она отправилась представлять страну на чемпионате Европы в Москве — в итоге вернулась домой с бронзовой и серебряной медалями, полученными на пятистах метрах в двойках и четвёрках соответственно. В следующем сезоне выступала на мировом первенстве в Копенгагене, одержала победу среди двухместных байдарок и получила бронзу среди четырёхместных. В 1971 году на чемпионате мира в Белграде добыла серебряную награду в полукилометровой гонке четырёхместных экипажей.
В 1972 году на домашних Олимпийских играх в Мюнхене Эссер пыталась в третий раз стать олимпийской чемпионкой в программе двухместных байдарок, но сделать этого не смогла. Вместе с новой партнёршей Ренате Бройер она квалифицировалась из предварительного этапа, но в решающем финальном заезде заняла пятое место, немного не дотянув до призовых позиций. Вскоре по окончании этих соревнований приняла решение завершить карьеру профессиональной спортсменки, уступив место в сборной молодым немецким гребчихам.